# Wir Freundinnen
Wir Freundinnen war eine kurzlebige lesbische Zeitschrift in der Bundesrepublik Deutschland, verlegt von 1951 bis 1952 in Hamburg. Sie war die erste lesbische Zeitschrift der Bundesrepublik.

## Veröffentlichungsdaten und Editionsgeschichte
Wir Freundinnen. Monatsschrift für Frauenfreundschaft erschien erstmals im Oktober 1951 im Charles-Grieger-Verlag, Hamburg, der auch mehrere schwule Zeitschriften verlegte. Bereits mit der März-Ausgabe des Jahres 1952 wurde sie wieder eingestellt. Die Zeitschrift wurde bundesweit und seit der zweiten Ausgabe laut Impressum auch in ausländischen Städten wie Amsterdam, Stockholm, Oslo, Kopenhagen und Zürich sowie in England vertrieben.  Die Zeitschrift umfasste 26 Seiten und war illustriert. „Wir Freundinnen“ war die erste eigenständige lesbische Zeitschrift der Bundesrepublik und blieb bis zum ersten Erscheinen der UKZ – Unsere kleine Zeitung 1975 auch die einzige.

## Inhalte, Redaktion und Autorinnen
„Wir Freundinnen“ enthielt literarische Beiträge, politische Texte und Rezensionen. Als Redakteurin der Zeitschrift fungierte Mary Ronald, die in einem Editorial als bereits  in den 1920er Jahren mit Magnus Hirschfeld bekannt vorgestellt wurde. Manche Autorinnennamen wie Hildegard Franz oder Charlotte waren Pseudonyme des Verlegers Charles Grieger. Weitere Autorinnen waren Othella Ladd, Hortense Chantal, Karen von Nottbeck, Astra, Corny; auch hier lassen sich Pseudonyme finden.